# Carlos Dívar Blanco
José Carlos Dívar Blanco (Màlaga, 31 de desembre de 1941 - Madrid, 11 de novembre de 2017) fou un magistrat espanyol, president del Consell General del Poder Judicial i del Tribunal Suprem d'Espanya entre setembre de 2008 i juliol de 2012. Fou l'únic jutge que presidí, fins al moment, els dos grans tribunals de l'Estat espanyol, l'Audiència Nacional i el Suprem.

## Biografia
Nascut a Màlaga el 1941, el 1969 va ingressar a la carrera judicial després d'haver-se llicenciat en Dret, que va estudiar a la Universitat de Deusto i la Universitat de Valladolid, exercint com a jutge a les localitats de Castuera, Durango i Orgaz. Com a magistrat, li és assignat un lloc a Sant Sebastià el 1979, i posteriorment, a partir del 1980, al Jutjat Central d'Instrucció número 4 de l'Audiència Nacional com a jutge d'instrucció. Va ser elegit president de l'Audiència Nacional pel Consell General del Poder Judicial el 2001, per un període de 5 anys, succeint d'aquesta manera l'anterior president, Clemente Auger, el 2006 va ser reelegit pel mateix càrrec per unanimitat del Consell.
El 2003 va ser objectiu d'una acció armada d'Euskadi Ta Askatasuna (ETA) en el recorregut des del seu domicili a l'Audiència Nacional, evitant l'atemptat en realitzar un trajecte diferent.
Era una persona profundament religiosa i tradicional. Pelegrinava assíduament a Terra Santa, va atribuir la seva salvació en l'atemptat d'ETA a la Mare de Déu de Fàtima i era conferenciant de l'Arquebisbat de Madrid. Segons diu el periòdic El País: «Dívar no servia per investigar ni per ordenar a la policia la recerca de proves per esbrinar la veritat, però gestionava de meravella el material que les forces de seguretat posaven a la seva disposició».
Després del pacte assolit entre el Partit Popular i Partit Socialista Obrer Espanyol per renovar el Consell del Poder Judicial, va ser elegit per unanimitat president d'aquest òrgan i del Tribunal Suprem, substituint així a Francisco José Hernando. La seva designació va causar sorpresa per la seva inusual religiositat i a les seves fortes conviccions polítiques conservadores, al que se suma el fet que mai havia format part d'un òrgan judicial col·legiat (sempre havia estat titular de jutjats), circumstància que per a molts dels seus companys constituïa un notable inconvenient.
Durant la seva presidència va destacar la suspensió cautelar de Baltasar Garzón com a jutge de l'Audiència Nacional, acordada pel Consell el 14 de maig de 2010, després que el magistrat instructor del Tribunal Suprem, Luciano Varela, acordés l'obertura de judici oral contra Garzón per presumpta prevaricació per la decisió de declarar-se competent per investigar els crims de la repressió franquista des del seu jutjat de l'Audiència Nacional.

Va dimitir del càrrec el 21 de juliol de 2012, després d'un escàndol per uns viatges de luxe al Port José Banús de Marbella pagats amb fons públics.